# عبد اللطيف المنوني
عبد اللطيف المنوني (1944، مكناس) هو أستاذ القانون الدستوري في كلية الحقوق بجامعة محمد الخامس، ورئيس الجمعية المغربية للقانون الدستوري. 

## الدراسة
حصل على الإجازة في شعبة القانون العام والعلوم السياسية عام 1965 ثم شهادة الدراسات العليا في القانون العام سنة 1970 من كلية الحقوق بالرباط.‘. حصل بعدها على درجة الدكتوراه في القانون العام من جامعة غرونوبل سنة 1976 وهو عضو بالمجلس الدستوري.
خلال الربيع العربي أسند الملك محمد السادس للمنوني رئاسة اللجنة الاستشارية لمراجعة الدستور، وبعد الاستفتاء على الدستور عينه الملك مستشارا له.

## مؤلفات
صدرت للسيد المنوني العديد من المؤلفات باللغة الفرنسية من بينها:
- «المؤسسات السياسية والقانون الدستوري».
- «تاريخ الأفكار السياسية».
- «العمل النقابي العمالي بالمغرب».
- «الاتحاد الوطني لطلبة المغرب».